# Daniel Czajkowski
Daniel Czajkowski (11 februari 1978) is een Pools voormalig wielrenner die zowel op de weg als op de baan uitkwam. Hij was als beroepsrenner actief tussen 2001 en 2008.

## Belangrijkste overwinningen
2005
Memorial Grundmanna I Wizowskiego
4e etappe Ronde van Servië
2007
Memorial Grundmanna I Wizowskiego